# Energia nucleare in Finlandia
Nel 2011 l'energia nucleare in Finlandia ha generato il 31,6% dell'energia elettrica prodotta in totale nel Paese.
Ad aprile 2023, sono presenti in Finlandia 2 centrali nucleari in funzione che dispongono complessivamente di 5 reattori operativi, grazie all'attivazione della terza unità dell'impianto di Olkiluoto, che è stata anche il primo EPR al mondo.
Non si stanno edificando nuove centrali nucleari.
Non vi sono centrali chiuse.

## Storia

### Lo sviluppo iniziale
L'utilizzo dell'energia nucleare nel paese è dovuto alla scarsità di fonti energetiche nazionali.
Finlandia possiede 4 reattori nucleari per totali 2716 MW in due impianti, quello di Olkiluoto presso Eurajoki è composto da due reattori BWR prodotti dalla svedese Asea Atom e gestiti dalla TVO, l'impianto di Loviisa nell'omonima località è composto da due reattori VVER440 modificati con sistemi di controllo e sicurezza occidentali e gestiti dalla Fortum. I reattori finlandesi sono noti soprattutto per l'altissima efficienza produttiva (fattore di carico superiore al 94%) e per i potenziamenti successivi dei reattori.
I reattori di Olkiluoto sono entrati in funzione con una potenza di 658 MW, sono arrivati al 2010 con una potenza di 880 MW e sono state inoltrate le richieste per aumentarne la potenza a 1000 MW ognuno. Allo stesso modo la vita operativa è aumentata a 60 anni, con i reattori sottoposti a revisioni totali ogni decade. I reattori di Loviisa sono partiti da una potenza di 445 MW e sono arrivati al 2010 con una potenza di 488 MW ognuno, la vita operativa è stata portata a 50 anni dagli iniziali 30, dietro valutazioni di sicurezza dello STUK.

### Olkiluoto 3
La TVO inoltrò nel 2000 la richiesta per la costruzione di un terzo reattore nell'impianto di Olkiluoto, richiesta approvata poi nel 2002. Questo voto è significativo, in quanto è la prima ordinazione di un reattore nucleare nell'europa occidentale nell'ultimo decennio. La decisione fu dovuta principalmente su criteri economici, cioè il basso costo del kWh e bassa sensibilità del suo costo dagli aumenti del costo del carburante, e per la diminuzione delle emissioni serra nel paese e l'importazione di gas naturale dalla Russia. Il sito per il reattore fu deciso in maniera definitiva nel 2003 come quello di Olkiluoto ed il reattore fu scelto il modello EPR da 1600 MW della Siemens-Areva, firmando un contratto da 3,2 miliardi di €.
Rispetto alle previsioni iniziali, i tempi di realizzazione di questo innovativo reattore si sono dilatati (la data di ultimazione dei lavori attesa è passata dalla fine del 2009, alla seconda metà del 2012 ed infine al 2018) e il suo costo è salito dai 3,2 miliardi del contratto stipulato nel 2005, ai 5,3 miliardi di euro stimati ad agosto 2009 per finire ad una stima di 8,5 miliardi di euro.
L'accordo di fornitura prevede un prezzo bloccato per il compratore (la compagnia elettrica TVO) e pone tutti i rischi finanziari a carico del fornitore e costruttore dell'impianto (il consorzio CARSIB costituito dalla società francese Areva e dalla tedesca Siemens AG, anche se quest'ultima ha rescisso il contratto in un secondo momento) e quindi non ci saranno aumenti nei costi sostenuti dal committente, a meno che non si dimostri che i problemi riscontrati siano dovuti a imperizia delle imprese terze indicate dalla stessa TVO. Su quest'ultimo punto Areva e TVO sono in contenzioso, con reciproche richieste di danni, dalla fine di dicembre 2008.

## Programma nucleare futuro
A causa dell'intermittenza delle fonti di approvvigionamento elettrico finlandesi, la Svezia ha avuto all'inizio degli anni novanta anni di grande produzione idroelettrica ed anni di magra, il governo decise di iniziare a valutare la costruzione di un nuovo impianto nucleare nel paese.

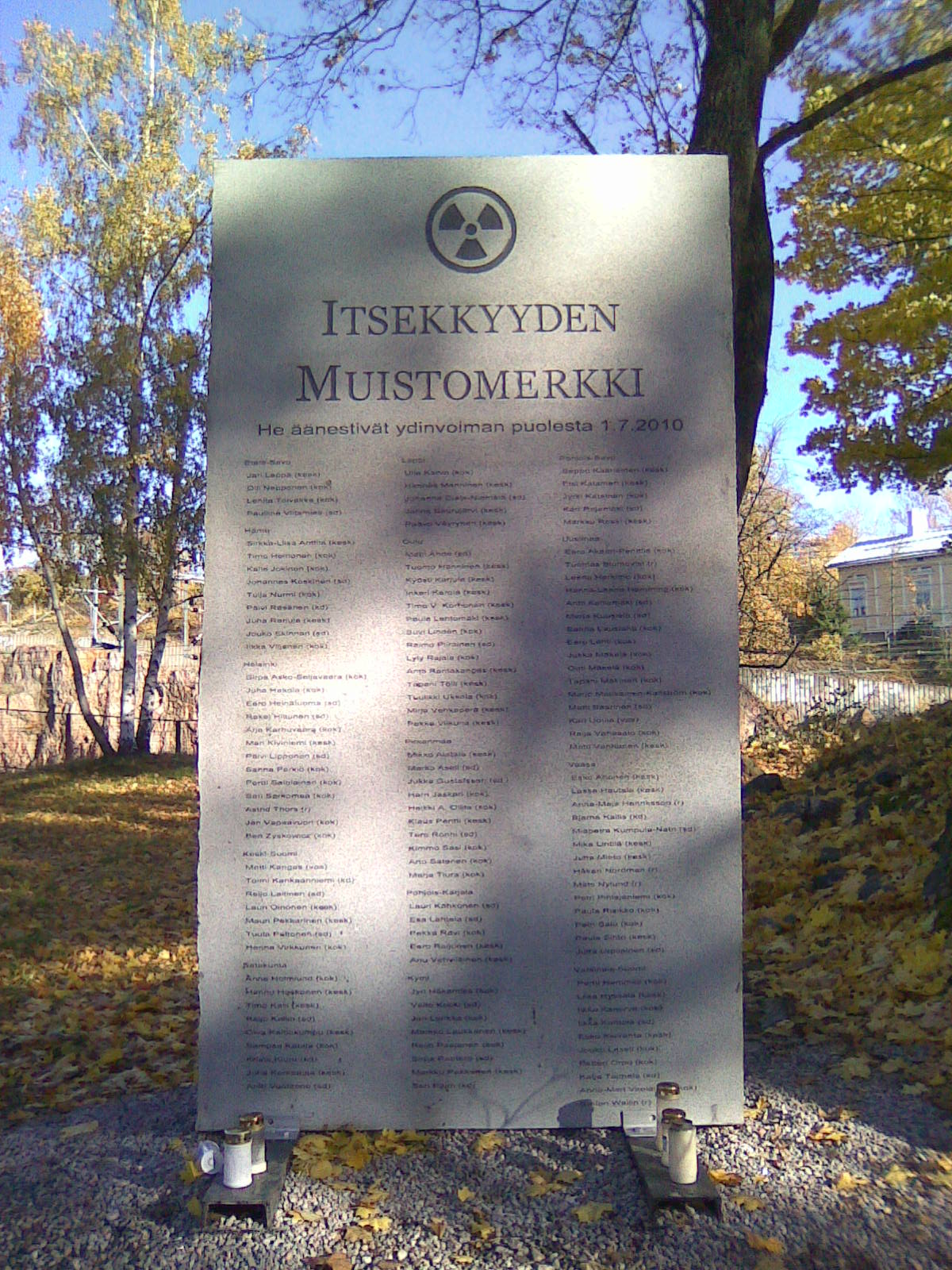
Greenpeace ha scolpito un "memoriale di egoismo" che elenca i nomi di tutti i parlamentari finlandesi che hanno votato per i nuovi reattori nucleari nel 2010.

Nel marzo 2007 TVO e Fortum hanno compiuto una valutazione di impatto ambientale per l'ampliamento della potenza dei rispettivi siti. Nel mese di marzo 2010 si sono avute delle discussioni governative per stabilire se e quanti impianti autorizzare nel prossimo futuro. La decisione, in caso di scelta affermativa, ha visioni molto differenti fra i vari partiti politici ed attuazioni molto varie dalle compagnie elettriche. Le compagnie elettriche hanno in prospettiva o una espansione nei siti delle due centrali ora operative, oppure per la costruzione di nuovi: i siti prospettati per i nuovi impianti sono Pyhäjoki e Simo nel nord del paese, Ruotsinpyhtää nel sud e che è vicino al sito di Loviisa. Quest'ultimo sito era già stato individuato nel novembre 2009 come possibile per la locazione di un nuovo impianto.
Ad aprile 2010 è stata presa una decisione riguardo alle domande per nuovi reattori, sono state accolte quelle proposte da TVO (ampliamento Olkiluoto) e Fennovoima Oyj (una centrale al nord), al contrario di quella di Fortum per l'ampliamento di Loviisa. Il parlamento ha poi approvato a maggio in via definitiva le richieste, la ratifica permetterà la costruzione di nuovi reattori per un massimo di 4300 MW. Le tecnologie da usare per i reattori sono ancora al vaglio delle aziende elettriche, l'unica cosa certa è che saranno reattori di IIIgen. A ottobre 2011 la Fennovoima Oyj ha deciso che la terza centrale nucleare finlandese sorgerà a Pyhäjoki, sulla costa occidentale del Paese, la decisione è stata presa in base a numerosi fattori, primi fra tutti quelli inerenti alla sicurezza, il sito di Pyhäjoki è situato su un terreno più solido e le caratteristiche sismiche permettono una diminuzione dei costi di costruzione, una maggiore vicinanza alla fonte idrica (1 km in meno rispetto all'altro sito) ed una densità di popolazione inferiore.

## Ciclo del combustibile
La TVO compera l'uranio in Canada, Australia e Africa, lo converte in esafluoruro di uranio in Canada e Francia e lo arricchisce in Russia. Il combustibile nucleare è prodotto in Germania, Svezia e Spagna. La Fortum invece supplisce a tutto il suo combustibile in Russia.

## Gestione dei rifiuti e depositi geologici
Il programma finlandese per la gestione dei rifiuti è iniziato nel 1983, poco dopo l'inizio della produzione commerciale dei primi 4 reattori. Una legge del 1994 stabilisce che tutti i rifiuti prodotti devono essere trattati nel paese (l'accordo fra la società Fortum e la Russia per il trattamento del combustibile di Loviisa è stato concluso nel 1996), le opere di decommissining sono di responsabilità delle rispettive compagnie elettriche, come la gestione dei rifiuti fino allo smaltimento definitivo. Fino ad inizio 2008 sono stati raccolti oltre 1.6miliardi€ nel fondo nazionale per lo smaltimento dei rifiuti radioattivi, che corrisponde a circa al 10% dei costi di produzione dell'energia generata.
Presso l'impianto di Olkiluoto è presente una piscina di superficie per il combustibile esausto in attività dal 1987 ed è prevista per la raccolta di circa 1270t di combustibile e previsto della durata di circa 50 anni. Presso Loviisa è invece risultata necessaria dal 2000 la costruzione di un deposito, a causa dell'esaurirsi del contratto con la Russia.
TVO e Fortum sono responsabili del trattamento dei rifiuti di medio e basso livello, presso i siti sono presenti due depositi per questi rifiuti, che possono essere usati anche per i rifiuti derivanti dal decommissioning.

### Deposito geologico di Olkiluoto/Onkalo
Il trattamento definitivo del combustibile esausto è gestito dalla Posiva Oy, che è stata costituita nel 1995 come joint venture al 60-40 fra TVO e Fortum. La selezione dei siti e la valutazione di impatto ambientale del lavoro è stata effettuata a seguito della decisione governativa del 1983 sulla politica dell'utilizzo del combustibile, dopo una valutazione su 4 luoghi valutati ugualmente idonei, nel 1999 è stata inoltrata richiesta per la costruzione ad Eurajoki, già sede dell'impianto di Olkiluoto; il sito è stato poi approvato con larga maggioranza sia dal governo nazionale che dalla comunità locale (rispettivamente 159:3 e 20:7).
La costruzione dell'impianto, denominato ONKALO, è iniziata nel 2004 assieme alle verifiche per il futuro utilizzo, la licenza per la costruzione del deposito del combustibile è attesa per il 2012 e la licenza operativa per il 2018, mentre si presume di iniziare ad utilizzare il deposito dal 2020 e la sua chiusura nel 2120, anche se questo dipenderà dalla vita operativa dei 5 reattori in funzione. Il costo stimato per tutto il complesso è di 5 miliardi di €. Posiva Oy ritiene che la dimensione finale del deposito è aumentabile dalle attuali 6500 t stimate a 12.000 t (per sopperire quindi ai nuovi reattori), nel luglio 2010 il parlamento ha votato a favore di un iniziale ampliamento a 9000 t.

## Produzione di uranio
La Finlandia non è un produttore di uranio, la sua produzione storica ammonta a 30 t  al 2006. Non possiede risorse uranifere a meno di 130 $/kg secondo il "Red Book" del 2007.
Sono allo studio vie alternative per sopperire alla richiesta interna: la compagnia mineraria finlandese Talvivaara Mining sta provvedendo a valutare se economicamente sfruttabile l'estrazione di uranio dagli scarti della sua miniera di zinco (il cui minerale non è considerabile minerale uranifero essendo a concentrazioni di 15-20 ppm) ed a richiedere le autorizzazioni al ministero del lavoro e dell'economia per iniziare i lavori preventivi per l'estrazione, le previsioni di produzione sono di 350 tonnellate di uranio all'anno, quindi coprirebbero circa un terzo del fabbisogno annuale finlandese. Le previsioni di spesa per la modifica dal processo estrattivo attuale, per iniziare a produrre anche uranio, sono valutate in 30 milioni di €.

## Centrali nucleari
Tutti i dati della tabella sono aggiornati a marzo 2022
| Reattori operativi |                    |           |                    |                                    |                                   |                        |
| Centrale | Potenza netta (MW) | Tipologia | Inizio costruzione | Allacciamento alla rete            | Produzione commerciale            | Dismissione (prevista) |
| Loviisa (Reattore 1) | 507                | VVER440   | 1º maggio 1971     | 8 febbraio 1977                    | 9 maggio 1977                     | 2027                   |
| Loviisa (Reattore 2) | 507                | VVER440   | 1º agosto 1972     | 4 novembre 1980                    | 5 gennaio 1981                    | 2030                   |
| Olkiluoto (Reattore 1) | 890                | BWR       | 1º febbraio 1974   | 2 novembre 1978                    | 10 ottobre 1979                   | 2039                   |
| Olkiluoto (Reattore 2) | 890                | BWR       | 1º novembre 1975   | 18 gennaio 1980                    | 10 luglio 1982                    | 2042                   |
| Olkiluoto (Reattore 3) | 1600               | EPR       | 12 agosto 2005     | 12 marzo 2022                      | 1º maggio 2023                    | 2082                   |
| Totale: 5 reattori per complessivi 4.394 MW |                    |           |                    |                                    |                                   |                        |
| Reattori in costruzione |                    |           |                    |                                    |                                   |                        |
| Centrale | Potenza netta (MW) | Tipologia | Inizio costruzione | Allacciamento alla rete (previsto) | Produzione commerciale (prevista) | Costo (stimato)        |
| Totale: 0 reattori per complessivi 0 MW |                    |           |                    |                                    |                                   |                        |
| Reattori pianificati ed in fase di proposta |                    |           |                    |                                    |                                   |                        |
| Totale programmati: 1 reattore per 1.250 MW complessivi Totale proposti: 0 reattori per 0 MW complessivi                                                            |                    |           |                    |                                    |                                   |                        |
| Reattori dismessi |                    |           |                    |                                    |                                   |                        |
| Nessuno |                    |           |                    |                                    |                                   |                        |
| NOTE: - La normativa in vigore prevede la possibilità di sostituzione e/o aumento del parco reattori al termine del ciclo vitale degli impianti ancora in funzione. |                    |           |                    |                                    |                                   |                        |